# 1. deild 1962
La 1. deild 1962 fu la 51ª edizione della massima serie del campionato di calcio islandese disputata tra il 26 maggio e il 30 settembre 1962 e conclusa con la vittoria del Fram, al suo quattordicesimo titolo.
Capocannoniere del torneo fu Ingvar Elisson (ÍA) con 11 reti.

## Formula
Come nella stagione precedente le squadre partecipanti furono sei e si incontrarono in un turno di andata e ritorno per un totale di dieci partite.
L'ultima classificata retrocedette in 2. deild karla.

## Squadre partecipanti
| Club  | Città      | Stadio | Posizione 1961     |
| ----- | ---------- | ------ | ------------------ |
| Fram  | Reykjavík  |        | 5°                 |
| KR    | Reykjavík  |        | Campione d'Islanda |
| Valur | Reykjavík  |        | 3°                 |
| ÍA    | Akranes    |        | 2°                 |
| ÍBA   | Akranes    |        | 4°                 |
| ÍBÍ   | Ísafjörður |        | 2. deild           |

## Classifica finale
|  | Pos. | Squadra | Pt | G  | V | N | P | GF | GS | DR  |
|  | ---- | ------- | -- | -- | - | - | - | -- | -- | --- |
|  | 1.   | Fram    | 13 | 10 | 4 | 5 | 1 | 18 | 8  | +10 |
|  | 2.   | Valur   | 13 | 10 | 5 | 3 | 2 | 17 | 8  | +9  |
|  | 3.   | ÍA      | 12 | 10 | 4 | 4 | 2 | 22 | 16 | +6  |
|  | 4.   | KR      | 11 | 10 | 3 | 5 | 2 | 22 | 16 | +6  |
|  | 5.   | ÍBA     | 10 | 10 | 4 | 2 | 4 | 21 | 18 | +3  |
|  | 6.   | ÍBÍ     | 1  | 10 | 0 | 1 | 9 | 2  | 36 | -34 |

Legenda:
      Ammesso allo spareggio
      Retrocessa in 2. deild karla
Note:
Due punti a vittoria, uno a pareggio, zero a sconfitta.

### Spareggio scudetto
| Reykjavík | Fram | 1 – 0 | Valur | Melavöllur |

### Verdetti
- Fram Campione d'Islanda 1962.
- ÍBÍ retrocesso in 2. deild karla.